# Aechmea moonenii
Aechmea moonenii là một loài thực vật có hoa trong họ Bromeliaceae. Loài này được Gouda mô tả khoa học đầu tiên năm 2002.